# Betula heptopotamica
Betula heptopotamica är en björkväxtart som beskrevs av Viktor Nikolayevich Vassiljev. Betula heptopotamica ingår i släktet björkar, och familjen björkväxter. Inga underarter finns listade.